# Піщанка (озеро)
Піщанка (біл. Пясчанка) — озеро в Калинковицькому районі Гомельської області в басейні річки Прип'ять, за 17 км у напрямку на південний схід від міста Калинковичі, приблизно за 0,7 км на схід від села Шарейки.
Площа поверхні 0,32 км². Довжина 1,87 км, найбільша ширина 0,24 км. Довжина берегової лінії 4,45 км. Котловина сильно витягнута в напрямку із заходу на схід і складається з двох плес. Схили котловини висотою до 2 метрів. Береги заболочені, на півдні озера піщані. Сполучений струмком з озером Горки. 
В озері водяться лящ, щука звичайна, плоскирка, плітка, краснопірка, окунь, лин та інші види риб. У 2004 році озеро зариблялося карасем срібним і коропом.